# Malý Lipník
Malý Lipník je obec na Slovensku v okrese Stará Ľubovňa v Prešovském kraji na úpatí Ľubovnianské vrchoviny. Severní hranici katastru tvoří řeka Poprad, která je zároveň státní hranicí s Polskem. Žije zde 484 obyvatel.
První písemná zmínka o obci pochází z roku 1600. V obci je klasicistní chrám svatých Kosmy a Damiána z roku 1820.